# Sceptonia membranacea
Sceptonia membranacea är en tvåvingeart som beskrevs av Edwards 1925. Sceptonia membranacea ingår i släktet Sceptonia, och familjen svampmyggor. Arten är reproducerande i Sverige.